# Annakacygna
Annakacygna — викопний рід гусеподібних птахів родини качкових (Anatidae), що існував в міоцені (11,5 млн років тому). Викопні рештки виявлені в Японії. Птах був схожим на сучасних лебедів, але його дзьоб був пристосований для фільтрації планктону та дрібних рослинних решток з води.

## Історія відкриття
Майже повний, майже зчленований скелет виявив у 2000 році Хадзіме Накадзіма у гирлі річки Усуї у місті Аннака у префектурі Гунма. Скам'янілості були знайдені укладеними в плиту алевроліту в осадових відкладеннях формації Хараїчі. Спершу вважали, що це родич Megalodytes, нелітаючих птахів із міоцену на заході Північної Америки. Однак підготовка матеріалу показала, що він був окремим таксоном і був описаний як Annakacygna hajimei Хіросіге Мацуока та Йошікадзу Хасегава у 2022 році. Другий вид A. yoshiiensis відомий лише з дистального тибіотарсусу, знайденого в 1995 році, який було зібрано у руслі річки Кабура, за 11,5 км на південний схід від залишків типового виду.

## Назва
Назва роду Annakacygna є поєднанням назви міста Аннака та латинського «cygnus», що означає «лебідь». Вид A. hajimei був названий на честь свого першовідкривача, Хадзіме Накадзіма, тоді як A. yoshiiensis був названий на честь міста Йосії поблизу свого типового місцеположення.